# Línea 141 (Tucumán)
La Línea 141 es una línea de colectivos interurbana operada por Tandilense S.R.L.Esta conecta las localidades de San Miguel de Tucumán, San Felipe y Los Aguirre del Gran San Miguel de Tucumán.

## Recorrido

### Ramal Los Aguirre[2]
Terminal de Ómnibus, Avenida Brígido Terán, Domingo García, Las Piedras, Las Heras, Avenida Roca, Avenida Jujuy, Ruta Nacional 157, Comuna San Felipe y Santa Bárbara, Ruta Nacional 157, Los Aguirre, Ruta Nacional 157, Jujuy, La Plata, Ayacucho, General Paz, Avenida Sáenz Peña, Charcas, Avenida Brígido Terán, Avenida Benjamín Aráoz, Avenida Papa Francisco, Terminal de Ómnibus.

## Lugares de Interés
- Parque 9 de julio
- Terminal de Ómnibus de San Miguel de Tucumán
- Los Tarcos Rugby Club